# 寺島よしき
寺島 よしき（てらじま よしき、1978年〈昭和53年〉12月17日 - ）は、神奈川県横浜市生まれ、鎌倉市出身の日本の予備校講師、外国語専門学校講師、翻訳家、YouTuber。明治学院大学文学部英文学科卒業。教育委員会からの依頼により毎年「高校教諭のためのセミナー」を実施。全国にて講演会を行う。出演するラジオ番組は15年以上続く長寿番組となっている。

## 経歴
2003年 - 2011年
城南予備校英語科講師 
2006年
主婦の友社企画「ダイエット英語フレーズ」翻訳 
2006年
株式会社ワナビー代表取締役就任
2007年 - 現在
医学部＆東大専門予備校クエスト講師
2008年 - 2013年
秀英予備校講師
2013年 - 現在
早稲田予備校講師
2013年 - 現在
医学部受験予備校メディカルアーク　講師（教務統括部長）
2016年 - 現在
Z会アオイゼミの講師として毎週全国に授業を生放送
アガルートメディカル講師
神田外語学院講師（通訳・翻訳論担当）
2020年 - 2025年(予定)
ただよび講師

## 出演ラジオ・テレビ番組
- FMヨコハマ「ワンポイントイングリッシュ」2004年
- 湘南ビーチFM「Improve your English」2004年 - 2005年
- エフエムさがみ「FM予備校」2005年-2007年
- FM・ブルー湘南「ラジオスクール」2007年 -
- フジテレビ「Mr.サンデー」2018年
- テレビ朝日系列AbemaTV「AbemaPrime」2018年
- 中京テレビ「英語コーナー」2021年
- 神奈川テレビ「かながわshowtime」2021年
- テレビ朝日「帰れマンデー」2022年
- フジテレビ「イット！」2023年
- フジテレビ「めざましテレビ」2023年
- フジテレビ「めざまし８」2023年
- FMヨコハマ「Kiss&Ride：英語コーナー」2024年（7月～9月）
- 文化放送「おかしば」（ますだおかだ「岡田圭右」アンタッチャブル「柴田英嗣」）2025年
- FMヨコハマ「CHECK IN」2025年

### CM
- 紳士服のコナカ

### 映画
- T.R.Y. - 船員役

## 著書（翻訳）
- 「てゆーかこれが英語。」（文芸社刊）
- 「英語のXYZ」（遊タイム出版刊）
- 「おたすけ和英辞典」（遊タイム出版刊）
- 「さかさもさかさ」（出窓社刊）翻訳
- 「英語上達法」（星雲社刊）
- 「世界一わかりやすい上智大の英語」（中経出版）
- 「9割とれる！英語の発音・アクセント攻略法」（KADOKAWA出版）
- 「英文法講義」（水王舎出版）